# وكالة أمنية

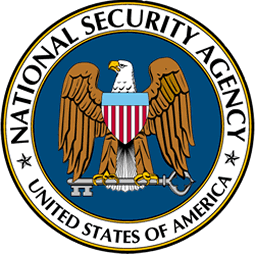
الصورة لشعار وكالة الامن القومي الامريكي واسمها البارز يؤكد مهمتها لحماية الامن الامريكي وهي منظمة حكومية دون شك لظهور الوان العلم الامريكي على الشعار .اشتشعر الحماية والامن من خلال الطائر

الوكالة الأمنية عبارة عن منظمة حكومية تقوم بممارسة أنشطة استخباراتية للحفاظ على الأمن الوطني للأمة. وهي مصطلح يشيى الى لوكالات الاستعلامات الخارجية وهي تقوم عادة باعمال تجسس استباقية لاحباط مؤامرات خارجية معادية او منافسة  الأجنبية . 
على سبيل المثال، يعد مكتب التحقيقات الفيدرالي (FBI) في الولايات المتحدة وكالة أمنية، في حين أن وكالة الاستخبارات المركزية (CIA) عبارة عن وكالة استخبارات أجنبية، تتعامل مع الأمن الخارجي والاستخبارات الخارجية الخاصة بالدولة. وهناك علاقة مماثلة لذلك في بريطانيا بين وحدة المخابرات العسكرية 5 وسلك الاستخبارات السرية (MI6).
ويختلف التمييز، أو التداخل، بين منظمات الوكالات الأمنية والشرطة القومية والدرك حسب الدولة. على سبيل المثال، في الولايات المتحدة، هناك منظمة تتمثل في مكتب التحقيقات الفيدرالي، وهو عبارة عن وكالة الشرطة القومية ووكالة الأمن القومي ووكالة مكافحة التجسس في الدولة. وفي الدول الأخرى، توجد وكالات منفصلة للقيام بهذه المهام، رغم أن طبيعة عملها يسبب التداخل بين تلك الوكالات. على سبيل المثال، في فرنسا، فإن الشرطة الوطنية والدرك الوطني يتعاملان مع نفس المهام الشرطية، في حين أن الإدارة المركزية للاستخبارات الداخلية تتعامل مع مكافحة التجسس.
وبنفس الطريقة، فإن التمييز أو التداخل بين وكالات الأمن العسكرية والمدنية يختلف بين الدول. ففي الولايات المتحدة، يعد مكتب الاستخبارات الفيدرالي ووكالة الاستخبارات المركزية وكالات مدنية، رغم أنها تتميز بالعديد من السمات شبه العسكرية ولها علاقات احترافية مع منظمات الاستخبارات الحربية. وفي العديد من الدول، فإن كل جهود المخابرات تتركز في الجانب العسكري، سواء من خلال التصميم الرسمي أو على الأقل على أساس حكم الأمر الواقع. وتميل الدول التي تقسم فيها الوكالات العسكرية والمدنية المسئوليات إلى إعادة تنظيم جهودها عبر عقود من الزمن لإجبار الوكالات المختلفة على التعاون بشكل أكثر فاعلية، مما يؤدي إلى دمج (أو على الأقل تنسيق) جهودهم مع بعض الإدارات الموحدة. على سبيل المثال، بعد سنوات متعددة من الحروب، يتم الآن التنسيق بين الوكالات الأعضاء في مجتمع الاستخبارات في الولايات المتحدة من خلال مدير الاستخبارات الوطنية، بهدف التقليل من عزلة المعلومات.
وغالبًا ما تحتوي أسماء الوكالات الأمنية على كلمات «أمن» أو «استخبارات» أو «خدمة». ويمكن أن يطلق على المنظمات الخاصة التي تقوم بتوفير خدمات مشابهة للوكالات الأمنية اسم «شركة أمنية» أو «خدمة أمنية»، إلا أن هذه المصطلحات يمكن كذلك استخدامها مع المصطلحات التي لا علاقة لها بتجميع الاستخبارات.

## الوكالات الأمنية
- منظمة الاستخبارات الأمنية الأسترالية
- خدمة الاستخبارات الأمنية الكندية
- مكتب الاستخبارات (الهند)
- خدمة الأمن الداخلي الإستونية
- وزارة أمن الدولة
- وحدة المخابرات العسكرية 5 (يطلق عليه كذلك اسم الخدمة الأمنية)
- خدمة الاستخبارات الأمنية بنيوزيلاندا
- شاباك (وكالة الأمن الإسرائيلية (ISA))
- وكالة الأمن القومي
- المكتب الفيدرالي لحماية الدستور (ألمانيا)
- خدمة الأمن الفيدرالي للاتحاد الروسي